# Психофизиологические методы диагностики и коррекции внимания
Психофизиологические методы диагностики и коррекции внимания являются одними из достоверных способов, так как регистрируемые физиологические показатели позволяют анализировать активность мозга, скрытую от прямого наблюдения. Основными методами регистрации физиологических процессов являются электрофизиологические методы. В физиологической активности клеток, тканей и органов особое место занимает электрическая составляющая. Электрические потенциалы отражают физико-химические следствия обмена веществ, сопровождающие все основные жизненные процессы, и поэтому являются надежными, универсальными и точными показателями течения любых физиологических процессов.

## Связь внимания с ритмами мозга
В психофизиологии широко используется метод регистрации активности мозга человека — электроэнцефалограмма (ЭЭГ). Спонтанная электрическая активность мозга характеризуется различными ритмами определенной частоты и амплитуды и одновременно может быть записана от многих участков черепа. Выделяют следующие ритмы мозга: альфа-ритм имеет частоту 8-13 Гц и амплитуду 5-100 мкВ, и регистрируется в затылочной и теменной областях. Бета-ритм регистрируется в прецентральной и фронтальной коре и имеет частоту 18-30 Гц и амплитуду 2-20 мкВ.Гамма-ритм имеет частоту 30-170 (иногда 500) Гц и амплитуду около 2 мкВ локализуется в прецентральной, фронтальной, височной, теменной зонах коры мозга. Дельта-волны с частотой 0,5-4 Гц и амплитудой 20-200 мкВ. Тета-волны с частотой 4-7 Гц и амплитудой 5-100 мкВ регистрируются во фронтальных зонах. В височной области можно наблюдать каппа-колебания с частотой 8-12 Гц, а амплитудой — 5-40 мкВ. При повышении внимания (в особенности зрительного) или мыслительной активности альфа-ритм блокируется или ослабляется. Выраженность бета-ритма возрастает при предъявлении нового неожиданного стимула, в ситуации внимания, при умственном напряжении, эмоциональном возбуждении. Гамма-ритм регистрируется при решении задач, требующих максимального внимания. Существуют теории, связывающие этот ритм с работой сознания (Е. Н. Соколов). Обнаружена связь тета-ритма с концентрацией внимания, а также с усилием, направленным на концентрацию внимания. Считается, что появление тета-ритма связано с «расслабленной концентрацией» внимания, что проявляется при овладении навыком. С гипотезой «расслабленной концентрации» внимания хорошо согласуются некоторые данные, согласно которым тета-ритм появляется во время медитации, которая связана с умственной релаксацией.

## Вызванные потенциалы
Сенсорные стимулы вызывают изменения в суммарной электрической активности мозга, которые выглядят как последовательность из некоторых позитивных и негативных волн, которая длится 0,5-1 с после стимула. Этот ответ получил название вызванного потенциала. При исследовании внимания он может использоваться в качестве еще одного показателя мозговой активности. Установили, что при внимании испытуемых к стимулу наблюдается увеличение амплитуды компонентов ВП и сокращение их латентности. А отвлечение внимания от стимула сопровождается снижением амплитуды ВП и увеличением латентности. Однако оставалось неясным, чем обусловлены эти изменения параметров ВП: изменением общего уровня активации, поддержанием бдительности или механизмами избирательного внимания.

## Метод биологической обратной связи (БОС)
Одним из основных и эффективных методов коррекции внимания является метод биологической обратной связи (БОС). Метод БОС заключается в переучивании патологически работающих функций организма с помощью устройств, обеспечивающих точное измерение физиологических параметров пациента и подачу пациенту сигналов обратной связи (слуховых, визуальных или тактильных), отражающих состояние данной функции. В частности, он используется для лечения детей с синдромом дефицита внимания и гиперактивности (СДВГ). Существует и ЭЭГ — БОС. Это система упражнений, направленных на конкретные нейронные пути нервной системы, вызывающие перестройку функциональной активности ЦНС. Преобладание медленной активности в передних отделах коры указывает на присутствие функционального дефицита в этих зонах. Стратегия ЭЭГ — БОС обычно направлена на увеличение частоты ритмичной активности в ЭЭГ. Для достижения этих изменений от пациента требуется постепенно научиться управлять своим состоянием путем концентрации внимания на сигнале биообратной связи так, чтобы подавлять низкочастотные колебания ЭЭГ и увеличивать высокочастотные, тем самым компенсируя пониженный уровень активности передних отделов коры головного мозга. При повторяющемся тренинге это упражнение может привести к прогрессивным и более устойчивым изменениям как функциональных, так и структурных характеристик мозга.

## Тест переменных внимания (TOVA)
Для оценки внимания можно использовать тест переменных внимания (The Test of Variables of Attention; TOVA), основанный на предъявлении зрительных стимулов. TOVA позволяет оценить состояние внимания по отношению к нормативным данным, основан на предъявлении испытуемому значимых и незначимых стимулов в виде геометрических фигур. Данные TOVA включают оценку степени невнимательности (ошибки пропусков значимых стимулов), импульсивности (ошибки ложных нажатий на кнопку), скорости переработки информации (время реакции) и постоянства ответов (дисперсия времени реакции).

## Тест непрерывной производительности MOXO
Тест MOXO — это компьютерный тест непрерывной производительности, который используется для диагностики СДВГ и СДВ. Тест состоит из 8 этапов с возрастающей сложностью. Продолжительность теста равна 14,5 мин в детской версии и 18,5 мин — во взрослой.
Тест MOXO применяется для диагностики симптомов СДВГ и СДВ у детей (6 −12 лет), а также подростков и взрослых (13-70 лет). Испытуемый проходит детскую или взрослую версию теста в соответствии со своим возрастом.
Процесс тестирования заключается в том, что испытуемый реагирует нажатием на пробел или отсутствием действий при появлении на экране целевых и не целевых элементов. В детской версии диагностики целевым элементом является анимационное лицо ребёнка. Во взрослой версии целевым элементом выступает игральная карта. Нецелевыми стимулами в обеих версиях являются анимационные объекты и жизненные ситуации, которые соответствуют возрасту испытуемого.
С помощью воссоздания визуальных и звуковых отвлекающих раздражителей, которые идентичны раздражителям в реальной жизни, прохождение теста позволяет диагностировать симптомы СДВГ с точностью 90 %.
Результаты теста вычисляются путем оценки основных показателей по четырем диагностическим критериям: внимательности, согласованности действий, импульсивности и гиперактивности. Результаты теста предоставляются в виде численных значений симптомов СДВГ и графиков активности испытуемого на каждом из 8 этапов тестирования. Данные графики активности позволяют специалисту расшифровать влияние аудиальных, визуальных и комбинированных раздражителей на профиль внимания испытуемого и на каждый из четырёх диагностических критериев.

## СМР-тренинг
Б. Стерман также говорит о тета-бета протоколе. При исследовании кошек он выявил сенсомоторный ритм (СМР), регистрируемый над роландической корой. Б. Стерман и его сотрудники обнаружили, что с помощью тренинга можно обучить животных генерировать этот ритм произвольно. Этот тип ЭЭГ-биоуправления был, в частности, давал эффективные результаты у пациентов с судорожными расстройствами, нечувствительными к фармакотерапии.
В 1970-х Д. Любар впервые использовал СМР-тренинг в лечении СДВГ. Позднее Любар и его коллеги добавили к протоколам ЭЭГ-биоуправления повышение мощности активности в более высоких частотных диапазонах (бета 16-20 Гц) при одновременном подавлении низкочастотной активности (тета 4-8 Гц). Так как для пациентов с СДВГ характерно повышение мощности ЭЭГ в низкочастотном (тета) диапазоне и снижение (по сравнению с нормой) мощности в бета-диапазоне, после данного улучшилось поведение детей, снизилась их невнимательность и импульсивность, что показывает результативность использования тета-бета протокола и относительного бета-тренинга.